# La vergine ribelle (film 1941)
La vergine ribelle (A beszélö köntös) è un film del 1941 diretto da Radványi Géza. Basato su un romanzo di Kálmán Mikszáth, fu il primo film ungherese girato parzialmente a colori.

## Produzione
Il film fu prodotto dalla Erdélyi Filmgyártó Kft.

## Distribuzione
In Italia, il film uscì nel 1941, distribuito dalla Titanus Distribuzione. In Ungheria, fu proiettato in pubblico il 21 febbraio 1942. Nella distribuzione internazionale, prese diversi titoli: in Danimarca Flugten fra Haremet, in Spagna La capa mágica, in Finlandia Taikaviitta.